# I LOVE YOU (徳永英明の曲)
「I LOVE YOU」（アイ ラブ ユー）は、1992年11月2日に発売された、德永英明15枚目のシングル。

## 解説
「恋の行方」から半年ぶりの新曲。
本作発売の1か月後、1992年12月4日に発売された德永の2枚目のベスト・アルバム「INTRO.II」にカップリング「夢の続き」と共に収録。

## チャート成績
オリコンチャートにおいては、12枚目のシングル「LOVE IS ALL」（1991年9月発売）以来、1年2ヶ月ぶりに31万枚以上のセールスを記録する作品となった。

## 収録曲
全作詞・作曲：德永英明　編曲：佐藤準
1. I LOVE YOU
2. 夢の続き
3. I LOVE YOU（Original Karaoke）

## 主な収録アルバム
- INTRO.II
- シングルコレクション (1992〜1997)
- BEAUTIFUL BALLADE
- SINGLES BEST